# 폴루트리
폴루트리(이탈리아어: Pollutri)는 이탈리아 아브루초주 키에티도에 있는 코무네이다. 폴루트리의 명칭은 이곳에 있었던 폴룩스의 신전에서 유래했다.